# Meknes
Meknes (Arabisch: مكناس, Tamazight: ⴰⵎⴽⵏⴰⵙ) is een stad in het midden van Marokko en is de hoofdstad van de gelijknamige prefectuur van Meknes, in de regio Meknès-Tafilalet. De stad heeft 556.512 inwoners (2024). De stad is gelegen op een vlakte niet ver van het Atlasgebergte en de stad Fez. Het is een van de vier koningssteden van Marokko, samen met Fez, Marrakesh en Rabat.

## Geschiedenis
In 1063 bouwden de Almoraviden hier een militaire nederzetting, waarna zich rond dit legerkamp een ommuurde stad ontwikkelde. De bronnen ten tijde van de Almoraviden beschrijven de stad als een welvarend stadje, met parken, moskeeën, baden en kanalen. Van de Almoraviden kreeg de stad de naam Tagrart ('legerkamp' in het BerberS). De huidige naam heeft de stad te danken aan een grote Berberstam, de Miknasa, die zich vanaf de 8e eeuw in dit gebied had gevestigd.
In 1120 bezocht Ibn Toemart, de latere stichter van de Almohaden-beweging, de stad en begon onder de inwoners te preken, maar hij werd gedwongen te vluchten. Onder leiding van zijn opvolger, Abd al-Mu'min, werd de stad 20 jaar later belegerd. De inwoners verzetten zich hevig tegen het groeiende koninkrijk en de stad werd door hen vernietigd, om vervolgens herbouwd te worden in een grotere omvang. De Almohaden bouwden er de Nejjarinemoskee, die nog steeds bestaat en als oudste bouwwerk in Meknes geldt.
Onder de Meriniden ontwikkelde Meknes zich tot een van de belangrijkste steden van Marokko. Door de Meriniden werden er talrijke moskeeën, madrassa's en forten bijgebouwd. De Madrassa Bou Inania, het belangrijkste monument in Meknes, stamt uit deze periode. Door haar ligging ontkwam de stad aan aanvallen door de Arabische Banu Hilal, waardoor Meknes een constante groei door kon maken. De Meriniden bevorderden het sharifisme en het maraboetisme. Tegen het einde van 14e eeuw was het een bolwerk van sharifen en Berberse zaouïa-leiders, die regelmatig in opstand kwamen tegen het gezag van de koningen. De Wattasiden-periode wordt gekenmerkt door intriges tussen het koningshuis, de sharifen en de maraboets.
De stad vocht niet tegen de opkomende Saadidynastie, een familie van Arabische bedoeïne-sharifaanse komaf, en kon door hen zonder geweld worden ingenomen. De Saaidis, met hun hoofdstad in het zuidelijke Marrakesh, gaven de stad weinig aandacht. Bij de komst van de Saadis had Meknes naar schatting 80.000 inwoners. Tegen het einde van de Saadi-overheersing verviel het land opnieuw in diverse sharifen en maraboetstaatjes. Berberse maraboets van de zaouïa van Dilat konden Meknes in 1640 innemen en verspreidden hun gezag over het hele noordelijke deel van Marokko. Vanaf 1664 kwamen de maraboets van Dila in conflict met een nieuwe macht uit het zuiden, de Alawieten. Net als de Saadis hadden ook zij een Arabische bedoeïne-sharifaanse oorsprong, en hadden zij effectief de macht in het zuiden overgenomen. In 1666 werden de Dila's verslagen en kwamen de Alaouiten over heel Marokko te regeren.
Onder de regering van Moulay Ismail werd Meknes voor een korte periode de hoofdstad van het rijk der Alawieten, van 1675 tot 1728. Moulay Ismail liet de hoofdstad volbouwen met prachtige bouwwerken, waaronder zijn mausoleum.
De meerderheid van de inwoners van de stad Meknes en haar omgeving is van oorsprong Berbers, voornamelijk die van de Midden-Atlas.
De stad is nog steeds omringd met stadswallen. Vanwege haar schoonheid wordt de stad ook wel het 'Versailles van Marokko' genoemd. Door UNESCO werd de stad in 1996 tot werelderfgoed verklaard.

## Geboren
- Youssouf van Marokko (1881-1927), sultan van het protectoraat Frans-Marokko van 1912 tot zijn dood
- Michel Jobert (1921–2002), Frans politicus
- Avi Toledano (1948), Israëlisch zanger en componist
- David Azulai (1954-2018), Israëlisch politicus
- Philippe Perrin (1963), Frans ruimtevaarder
- Anouar Hajoui (1971), Marokkaans-Frans hiphop diskjockey
- Khalid Khannouchi (1971), Marokkaans-Amerikaans atleet
- Naima El Bezaz (1974-2020), Marokkaans-Nederlands schrijfster
- Laïla Abid (1977), Marokkaans-Nederlands journaliste
- Khalid El Boumlili (1978), atleet

## Galerij

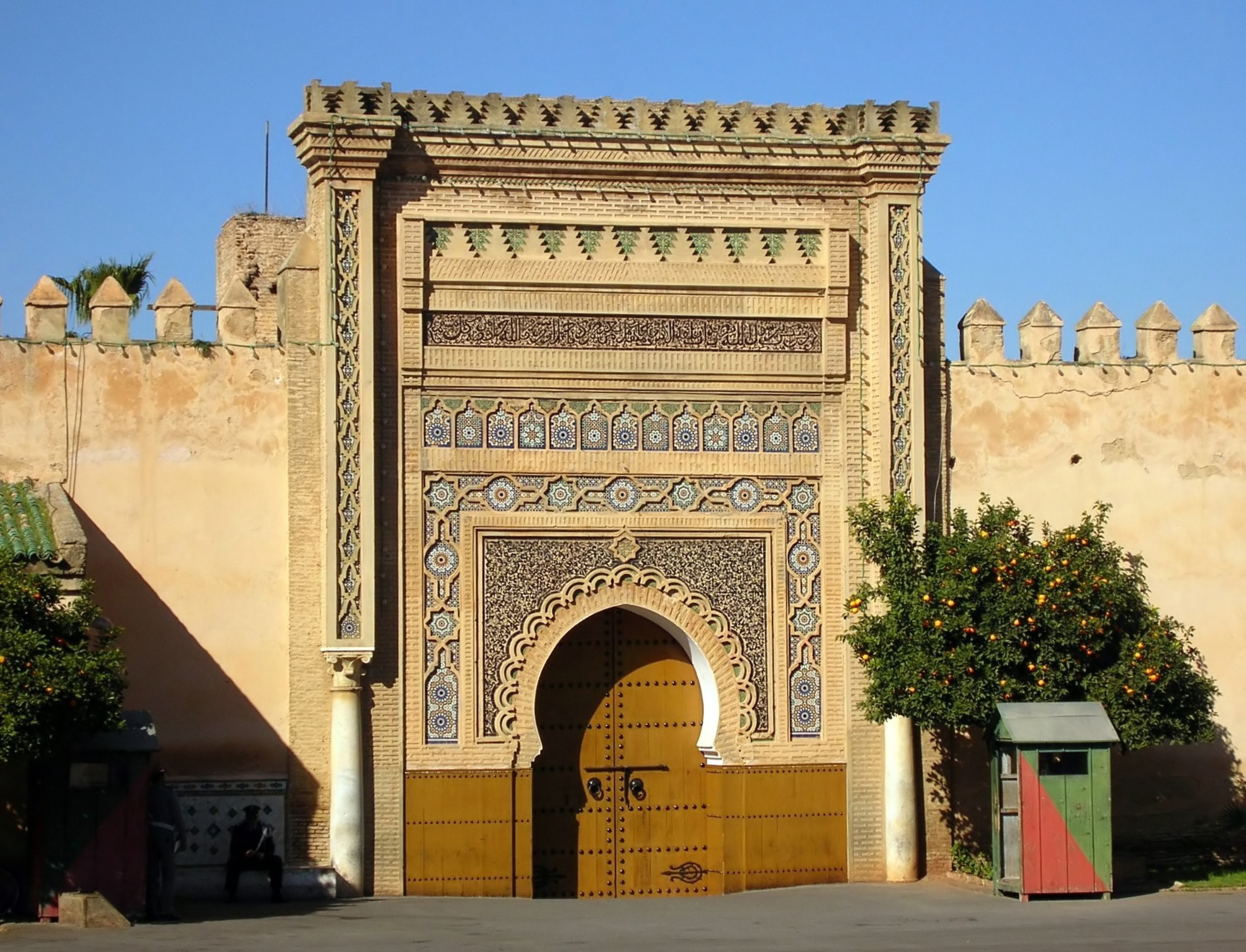
Dar El Makhzenpaleis
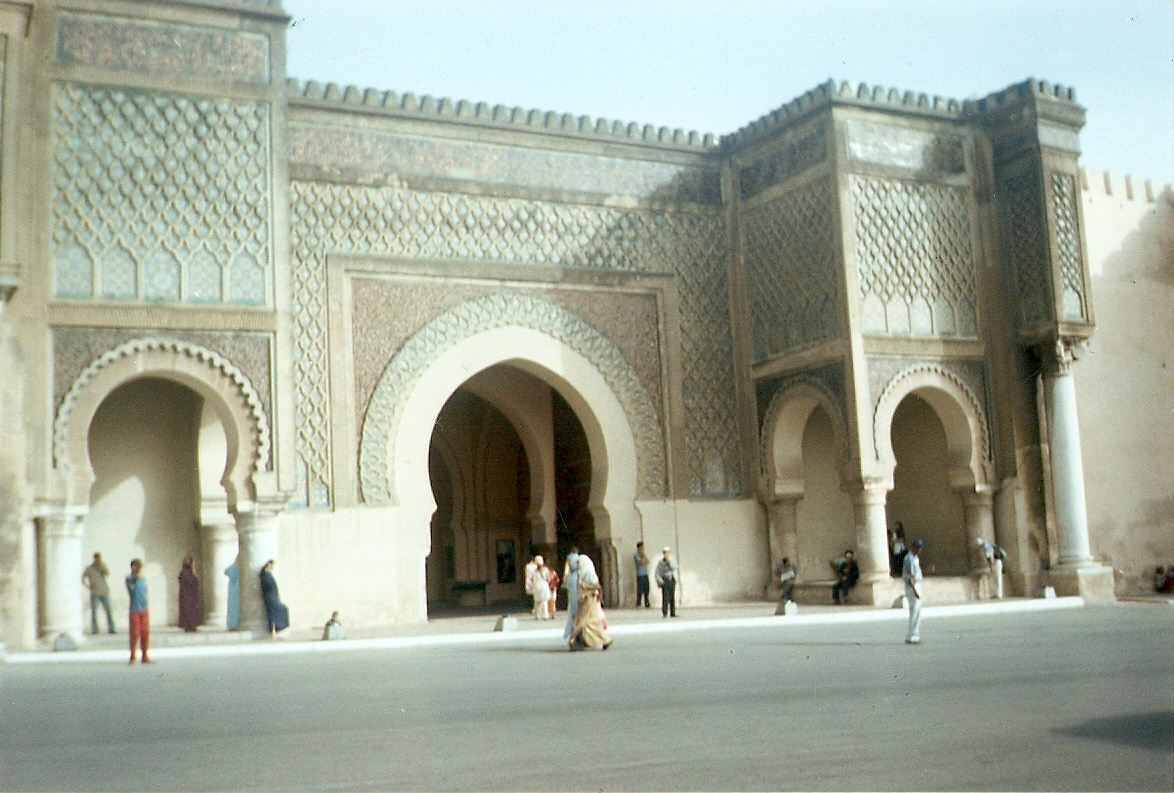
Bab Mansourpoort
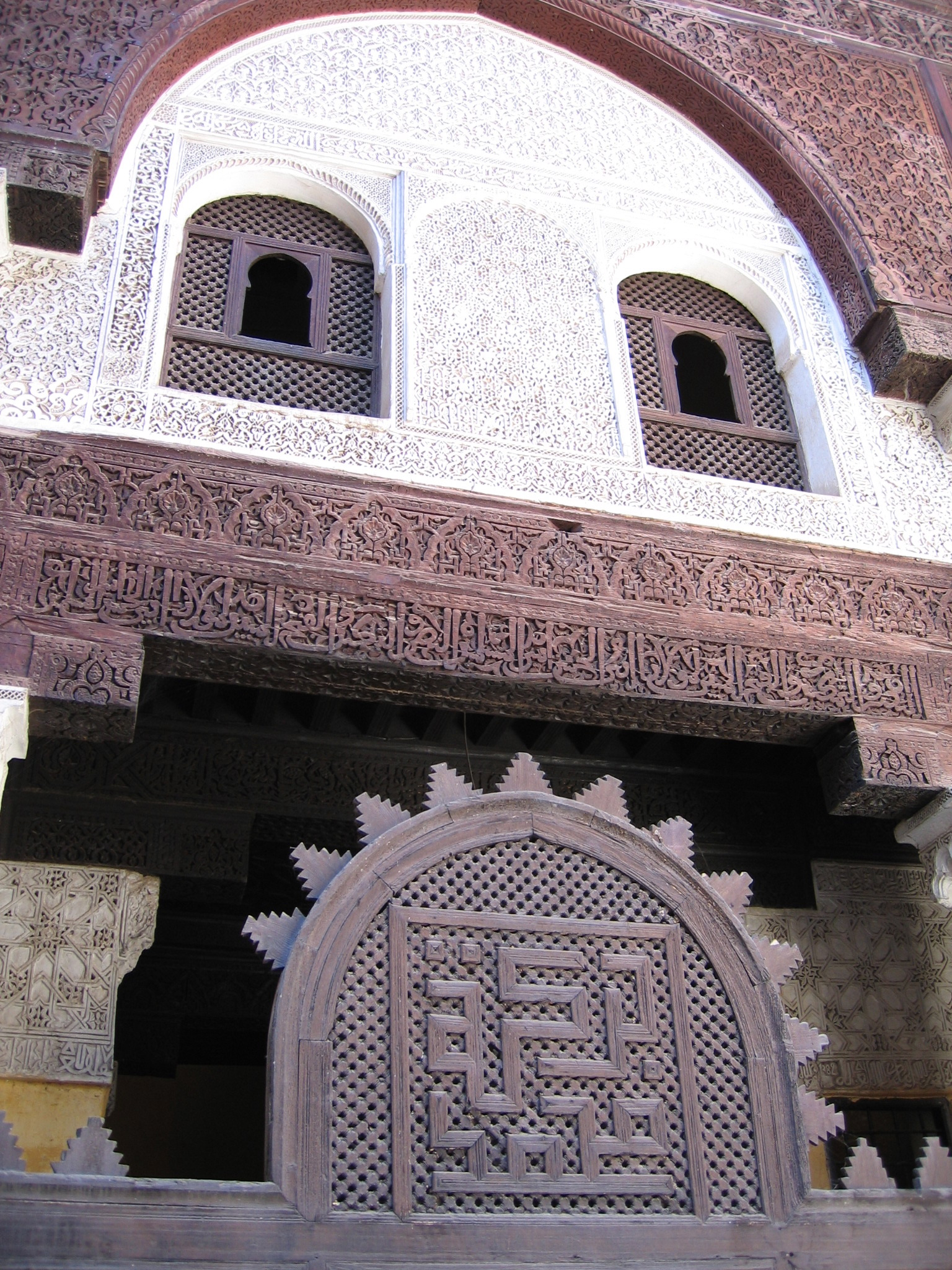
Madrassa Bou Inania, gebouwd door de Meriniden
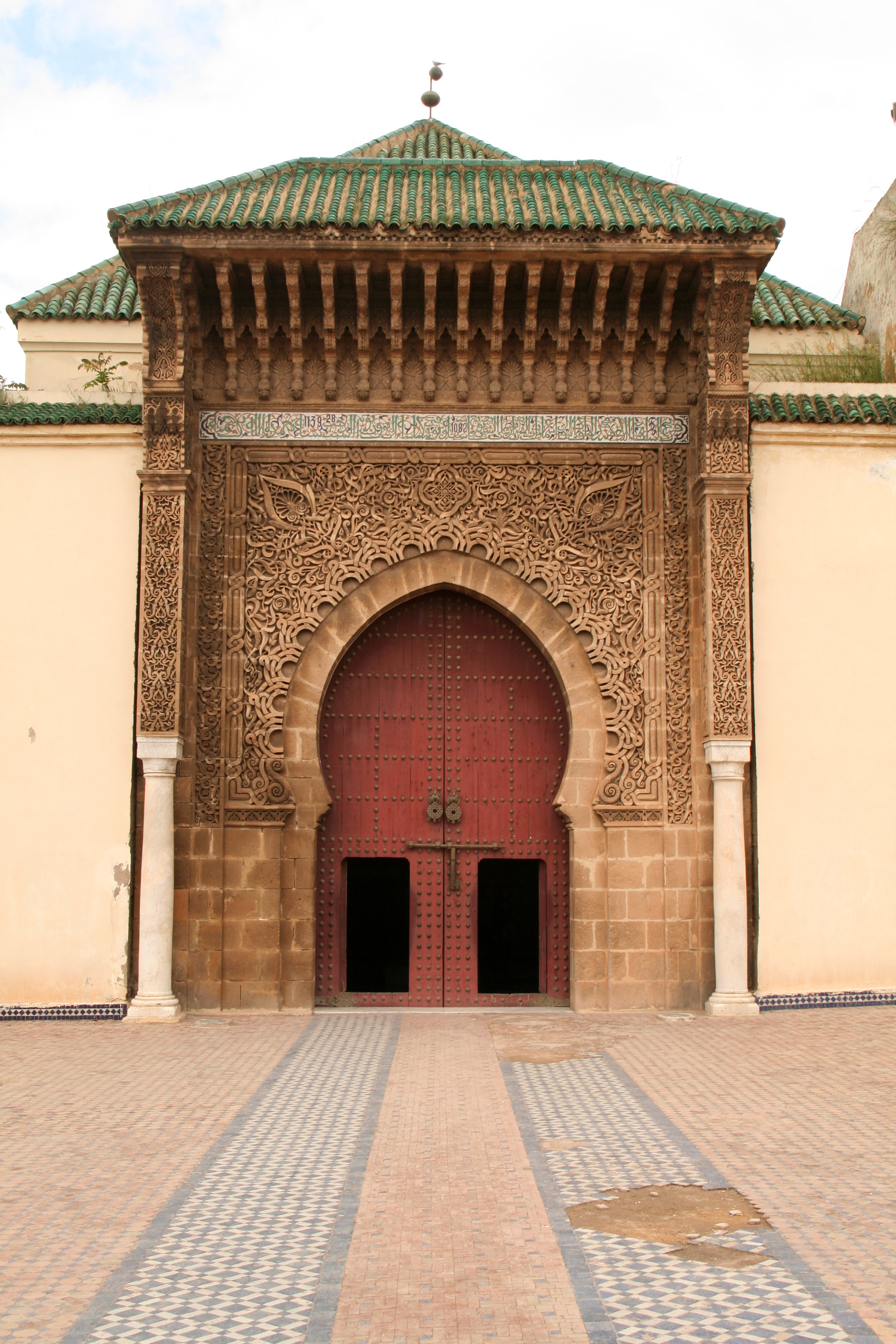
Mausoleum van Moulay Ismail